# Claviger emgei
Claviger emgei – chrząszcz z rodziny kusakowatych, podrodziny Pselaphinae.

## Biologia
Jak inni przedstawiciele rodzaju, C. emgei jest obligatoryjnym myrmekofilem. Był znajdywany w gniazdach Lasius alienus.

## Występowanie
Występuje w Grecji i Bułgarii.